# Karađorđe
Đorđe Petrović (en alfabet ciríl·lic serbi: Ђорђе Петровић, d͡ʑôːrd͡ʑe pětroʋit͡ɕ), més conegut pel seu malnom Jordi el Negre, o Karađorđe (en alfabet ciríl·lic serbi: Карађорђе, kârad͡ʑoːrd͡ʑe; 16 de novembre [C.J. 3 de novembre] de 1768 – 26 de juliol [C.J. 14 de juliol] de 1817), fou un revolucionari serbi que va liderar la lluita per la independència del seu país respecte l'Imperi Otomà durant el Primer Aixecament Serbi de 1804–1813.
Nascut en una família empobrida a la regió de Šumadija de la Sèrbia otomana, Karađorđe es va distingir en la guerra austro-turca de 1788–1791 com a membre de l'Exèrcit Serbi Lliure, una milícia composta per serbis Habsburg i otomans que estava armada i entrenada pels austríacs. Tement represàlies després de la desefeta dels austríacs i els rebels serbis el 1791, va fugir amb la seva família cap a l'Imperi Austríac, on van viure fins al 1794, quan es va declarar una amnistia general. Karađorđe va tornar llavors a Šumadija i va fer de tractant de bestiar. El 1796, el governador rebel del Sanjak de Vidin, Osman Pazvantoğlu, va envair el Pashalik de Belgrad, i Karađorđe va lluitar al costat dels otomans per esclafar la incursió.
A principis de 1804, després d'una massacre de cabdills serbis perpetrada per geníssers otomans rebels coneguts com a Dahije, els serbis del Pashalik es van rebel·lar. Karađorđe fou elegit unànimement com a líder de la revolta contra els Dahije en una assemblea dels caps supervivents el febrer de 1804. En qüestió de sis mesos, la major part dels líders Dahi havien estat capturats i executats per les forces de Karađorđe, i el 1805, les darreres restes de resistència Dahi havien estat esclafades. Karađorđe i els seus seguidors ara exigien una autonomia àmplia, un canvi que el soldà Selim interpretava com a primer pas per la independència completa. Selim va declarar de seguida la jihad contra els rebels i va enviar un exèrcit contra el Pashalik. Els otomans van patir una sèrie de derrotes a mans de les forces de Karađorđe. El 1806, els rebels havien capturat la major part de les ciutats del Pashalik, incloses Belgrad i Smederevo, i n'havien expulsat els habitants musulmans. Aclaparat pels esforços que requeria també la guerra russoturca de 1806–1812, Selim va oferir una autonomia estesa als serbis, però Karađorđe va refusar per la promesa de Rússia d'ajudar els rebels si continuaven lluitant.
Les baralles internes freqüents, juntament amb la invasió francesa de Rússia per Napoleó el 1812, van afeblir els rebels, i els otomans van poder recuperar terreny. Karađorđe va haver de fugir de Sèrbia l'octubre de 1813 i Belgrad va caure el mateix mes, tancant així el Primer Aixecament Serbi. Els seus seguidors i ell van buscar refugi a l'Imperi Austríac, però foren arrestats i detinguts. Malgrat les peticions otomanes d'extradició, els austríacs van lliurar Karađorđe als russos, que li van oferir refugi a Bessaràbia. Allà, es va unir a la societat secreta grega coneguda com a Philikí Hetairía, que planejava d'iniciar un aixecament panbalcànic contra els otomans. Karađorđe va tornar en secret a Sèrbia el juliol de 1817, però fou mort poc després per agents de Miloš Obrenović, un líder rebel rival, que estava preocupat pel fet que la reaparició de Karađorđe faria que els otomans es fessin enrere de les concessions a què s'havien compromès després del Segon Aixecament Serbi de 1815. Es considera que Karađorđe és el fundador de la dinastia Karađorđević, que va governar Sèrbia en diferents intervals durant els segles XIX i XX. El seu assassinat va tenir com a resultat dècades d'hostilitat violenta entre els seus descendents i els d'Obrenović, i canvis conseqüents al tron serbi.